# Lords of Black
Lords Of Black es una banda de power metal española formada en Madrid en 2014 por el guitarrista Tony Hernando y el cantante Ronnie Romero. Actualmente se trata de una de las bandas de heavy metal españolas más exitosas a nivel internacional, con cinco discos editados "Lords Of Black" (2014), "II" (2016), "Icons Of The New Days" (2018), "Alchemy of Souls I" (2020) y "Alchemy of Souls II" (2021), todos ellos aclamados por público y crítica.

## Historia

### Inicios
Tony Hernando, reconocido guitarrista de Rock como artista en solitario y además guitarrista y coproductor del grupo Saratoga entre 2007 y 2013, funda junto a Ronnie Romero y Dani Criado Lords Of Black con un enfoque totalmente internacional y en una onda estilística de Metal moderno pero a la vez clásico, progresivo y melódico.
Se une rápidamente al proyecto Andy C., batería que fuera compañero de Tony Hernando en Saratoga y comienzan meses de trabajo en composición, arreglos, producción y grabación junto al guitarrista y productor Roland Grapow (Masterplan, Helloween). El álbum debut, de título homónimo “Lords of Black” vio la luz en mayo de 2014, y rápidamente la reacción de público y crítica hizo que fuera uno de los más destacados lanzamientos del año en su estilo.
Ya con los primeros conciertos de presentación en directo, incluyendo puestos de invitados especiales de bandas de renombre internacional como Gotthard, Unisonic y Helloween, Lords of Black se ratificaron también como una excelente banda en directo, aumentando su fama tanto a nivel de fanes como dentro de la escena profesional internacional. Es sin embargo, durante la producción del nuevo álbum en 2015, cuando Ritchie Blackmore anuncia su vuelta al Rock con un nuevo line up de Rainbow, en el que figura al frente Ronnie Romero como nuevo cantante y provoca que Lords of Black sean por fin mundialmente descubiertos, produciéndose el fichaje de la banda por parte de la discográfica Frontiers Records, con quienes sacan a nivel mundial su nuevo álbum "Lords of Black II" en marzo de 2016, y de nuevo, las críticas de público y crítica destacan el trabajo como uno de los mejores lanzamientos del año.

### Lords Of Black- El álbum debut (2014)
El disco debut de la banda, de título homónimo, cuenta con doce canciones más una Introducción instrumental.
Este disco combina poderosos riffs y estructuras elaboradas junto a armonías y giros de corte progresivo y sinfónico, sobre unas letras y temáticas variadas.
El disco está coproducido por Tony Hernando y Roland Grapow, siendo este último quien además se encarga de la mezcla y masterización en sus Grapow Studios en Eslovaquia.
Destacan los temas “Lords of Black”, “Nothing left to fear”, “The Grand design”, “At the end of the world”, canciones con melodías como “The world that came after”, “Would you take me”, “Forgive or forget”, “Too close to the edge”, junto a temas más épicos como “The art of Illusion” Part I “Smoke and Mirrors” –Part II “The man from beyond” y la enorme pieza épica que cierra el disco y cuenta con casi diez minutos de duración “When everything is gone”.

### II(2016)
A inicios de 2016, la banda firmó un contrato con el prestigioso sello italiano Frontiers Records, bajo el cual lanzaron su segundo álbum, titulado II. En su creación, utilizaron la misma fórmula de su trabajo anterior, con Tony Hernando  y Roland Grapow como Coproductores, y de nuevo Grapow encargado de mezcla y remasterización en sus propios Grapow Studios en Eslovaquia . II no supone sólo la continuación de su álbum de debut, con temas elaborados y experimentales como seña de identidad presentados con una forma diferente de enfoque y producción, más directa, más asequible a primera escucha, consecuencia- en palabras del propio Tony Hernando- de la experiencia en directo con el disco anterior y la reacción de los fanes a las canciones. Con el disco "II" Lords Of Black se consolidan en la escena internacional como uno de los nuevos grupos más interesantes y giran prácticamente durante un año, en diferentes tramos ya fuera como cabezas de cartel o como invitados en gira de otros artistas como fue con Axel Rudi Pell en septiembre de 2016. También tocaron por primera vez y con gran éxito en Japón en el festival Loud Park y en el prestigioso Prog Power USA de Atalanta, Estados Unidos.

### Icons Of The New Days(2018)
Durante todo 2017 la banda se prepara para escribir y producir el tercer disco, sabiendo de la importancia de ello y del "momentum" ascendente creado hasta entonces. El nuevo disco, titulado "Icons Of The New Days", ve la luz finalmente el 11 de mayo de 2018, precedido de dos Singles y Videos "Icons Of The New Days" y "World Gone Mad"  y es una vez más un éxito de crítica y público. Sin embargo, y tras solo dos shows de presentación en verano del mismo año (abriendo para Ozzy Osbourne y para Judas Priest), la banda no realizó gira en soporte del nuevo álbum, y tras varios meses con poca o nula actividad pública, el día 3 de enero de 2019, el vocalista Ronnie Romero anuncia su salida de la banda mediante un breve comunicado en sus redes sociales. Para el 13 de febrero de 2019 se anunció la incorporación de un nuevo vocalista, el argentino Diego Valdez (Helker, Dream Child), y la banda anunciaba el comienzo de producción de un nuevo disco y la aparición en escena en el festival Leyendas del Rock (agosto de 2019) como presentación del nuevo vocalista. Sin embargo, en dicho festival y para sorpresa de todo el mundo, no solo actuó Diego Valdez como vocalista, sino que el croata Dino Jelusic (Animal Drive, Transiberian Orchestra) tomó la mayor parte del show como cantante y frontman, a la vez que Matt De Vallejo ocupaba el puesto en la batería sustituyendo a Andy C.

### Alchemy Of Soulsy el retorno de Ronnie Romero (2020)
Tras la actuación del grupo en el festival de Leyendas del Rock en agosto de 2020 con una sorprendente nueva formación, la banda pasa de nuevo por unos meses de escasa actividad pública, con la excepción de un video Teaser en el que anuncian el título del esperado nuevo álbum y una fecha de salida sin determinar para 2020. El título de dicho álbum es "Alchemy Of Souls" Pt. I, por lo que se entiende que será una obra con continuidad. El día 11 de mayo de 2020, y tras varias semanas con intensa actividad en las redes del grupo, se confirma lo que muchos anticipaban y el cantante Ronnie Romero es presentado de vuelta, con sendos videos en acústico grabados por Ronnie Romero y Tony Hernando en la distancia debido al estado de cuarentena durante la crisis del Covid-19. La noticia es espectacularmente bienvenida por la base de fanes del grupo y obtiene mucho eco en los medios especializados nacionales e internacionales.
El grupo confirma el final de la producción del nuevo disco "Alchemy Of Souls" Pt.I, no solo con Ronnie Romero a las voces, sino con un nuevo batería en las filas del grupo: Jo Nunez (Firewind, Marty Friedman, ex-Kamelot).

## Miembros

### Actuales
- Tony Hernando - Guitarras (2014-presente)
- Ronnie Romero - Voz (2014-2019, 2020-presente)
- Dani Criado - Bajo (2017-presente)
- Jo Nunez - Batería (2020-presente)

### Exmiembros
- Víctor Durán - Bajo (2014-2015)
- Javier García - Bajo (2016-2017)
- Andy C. (Andrés Cobos) - Batería (2014-2019)
- Diego Valdéz - Voz (2019)

## Discografía

### Álbumes de estudio
- Lords of Black (2014)
- II  (2016)
- Icons Of The New Days (2018)
- Alchemy of Souls, Part 1 (2020)
- Alchemy of Souls, Part 2 (2021)
- Mechanics Of Predacity (2024)

## Videos musicales
- "Lords of Black" (2014)
- "The World That Came After"  (2014)
- "Merciless" (2016)
- "Everything You're Not" (2016)
- "Cry No More" (2016)
- "World Gone Mad" (2018)
- "Icons of the new days" (2018)
- "Dying To Live Again" (2020)
- "Into The Black" (2020)
- "Sacrifice" (2020)